# María Francés
María Candelaria Francés García, más conocida como María Francés (Tudela, 2 de febrero de 1887-Barcelona, 9 de diciembre de 1987) fue una actriz española.

## Biografía
Debutó a la temprana edad de 16 años como corista de zarzuela en Madrid, desde donde se trasladó a Bilbao. Hizo de segunda actriz de Carmen Cobeña (abuela del director Jaime de Armiñán) y contrajo matrimonio con el futuro gerente del Teatro Arriaga de Bilbao, con quien tuvo seis hijos. En la década de 1930 emigró a América con la compañía teatral de Santiago Artigas.
Tras el final de la guerra civil española se dedicó al cine, destacando sus interpretaciones en Surcos de José Antonio Nieves Conde y en Viento del norte de Antonio Momplet, por la que obtuvo una mención honorífica en el I Festival Internacional del Cine de San Sebastián. Durante la década de 1960 hizo también teatro televisado en Estudio 1 y Novela, además de participar en algunas series de televisión como Las cuatro caras de Eva (1972) o Curro Jiménez (1977).
En 1973 consiguió junto al también actor Xan Das Bolas el premio honorífico del Sindicato Nacional del Espectáculo a su carrera cinematográfica, retirándose definitivamente de los escenarios cuatro años después, en 1977.

## Filmografía completa
- Hombres sin honor (1944)
- Aquel viejo molino (1946)
- Angustia (1947)
- El ángel gris (1947)
- La familia Vila (1950)
- La fuente enterrada (1950)
- La corona negra (1951)
- Surcos (1951)
- El tirano de Toledo (1952)
- Persecución en Madrid (1952)
- Sor Intrépida (1952)
- Así es Madrid (1953)
- Como la tierra (1953)
- Pasaporte para un ángel (1953)
- Vuelo 971 (1953)
- El rey de la carretera (1954)
- Viento del norte (1954)
- Juicio final (1955)
- Orgullo (1955)
- El frente infinito (1956)
- El genio alegre (1956)
- La Cenicienta y Ernesto (1957)
- Madrugada (1957)
- Muchachas en vacaciones (1957)
- Un indiano en Moratilla (1957)
- Historias de Madrid (1958)
- El Niño de las Monjas (1958)
- La violetera (1958)
- La rana verde (1960)
- Mentirosa (1961)
- Plácido (1961)
- Regresa un desconocido (1961)
- Sendas cruzadas (1961)
- Al otro lado de la ciudad (1962)
- ¿Pena de muerte? (1962)
- La mano de un hombre muerto (1962)
- A tiro limpio (1963)
- Senda torcida (1963)
- El señor de La Salle (1964)
- Platero y yo (1964)
- La mujer de otro (1967)
- Los cuatro budas de Kriminal (1967)
- Flor de santidad (1973)
- Un casto varón español (1973)
- Los viajes escolares (1974)

## Premios y distinciones
Festival Internacional de Cine de San Sebastián
| Año  | Categoría          | Película         | Resultado |
| ---- | ------------------ | ---------------- | --------- |
| 1954 | Mención honorífica | Viento del norte | Ganadora  |